# Neuratelia sapaici
Neuratelia sapaici är en tvåvingeart som beskrevs av Lane 1952. Neuratelia sapaici ingår i släktet Neuratelia och familjen svampmyggor. Inga underarter finns listade i Catalogue of Life.